# Delsko-atiška pomorska zveza
Delsko-atiška zveza je bila ustanovljena po koncu grško-perzijske vojne leta 478 pr. n. št. Vanjo je vstopila večina mest ob Egejskem morju pod vodstvom Aten. Glavna cilja zveze sta bila maščevanje Perzijcem zaradi pustošenja po grških tleh in dokončna zmaga Grkov.

## Opis zveze
Večino sredstev so določali Atenci. Države so morale zvezi prispevati denar in svoje ladjevje. Vse članice zveze so sestavljale svet, v katerem so bili na začetku vsi polisi enakopravni. Sedež zveze je bil na otoku Delos, vrhovno poveljstvo pa je bilo v rokah Atencev. Na enakopravnosti zasnovana zveza se je kmalu spremenila v atenski imperij. Z vmešavanjem v notranje zadeve članic so skoraj vsem zavezniškim mestom odvzeli svobodo. Vsak poskus odstopa zaveznic so kaznovali z vojaško silo. Leta 454 pr. n. št. so sedež zakladnice z Delosa prenesli v Atene, saj naj bi bila tam varnejša, a so jo Atene kmalu začele izkoriščati za lastne potrebe. Zaradi nestabilnosti atenskega imperija je zveza kmalu propadla.